# Bruce Beresford
Pour les articles homonymes, voir Beresford.
Ne doit pas être confondu avec le producteur américain de télévision, Bruce Beresford-Redman.
Bruce Beresford est un réalisateur, scénariste et producteur australien, né le 16 août 1940 à Sydney (Australie).

## Biographie
Bruce Beresford est entré comme étudiant à la Sydney University en 1960, où il rejoignit la troupe d'acteurs des Sydney University Players.
Il partit s'installer en Angleterre en 1963.
Il a au moins un fils, Adam.
Source : "Madeleine et moi" , Bruce Beresford, 2009

## Filmographie

### Réalisateur

#### Années 1970
- 1972 : The Adventures of Barry McKenzie
- 1974 : Barry McKenzie Holds His Own (en)
- 1975 : Side by Side (en)
- 1976 : Don's Party
- 1978 : The Getting of Wisdom (en)
- 1978 : L'Attaque du fourgon blindé (Money Movers)

#### Années 1980
- 1980 : Héros ou Salopards (Breaker Morant)
- 1980 : The Club (en)
- 1981 : Puberty Blues
- 1983 : Tendre Bonheur (Tender Mercies)
- 1985 : Le Roi David (King David)
- 1986 : Aux frontières de la ville (The Fringe Dwellers)
- 1986 : Crimes du cœur (Crimes of the Heart)
- 1987 : Un sketch (Aria)
- 1989 : Son alibi (Her Alibi)
- 1989 : Miss Daisy et son chauffeur (Driving Miss Daisy)

#### Années 1990
- 1990 : Mister Johnson
- 1991 : Robe noire (Black Robe)
- 1993 : L'Amour en trop (Rich in Love)
- 1994 : Un Anglais sous les tropiques (A Good Man in Africa)
- 1994 : Silent Fall
- 1996 : Dernière Danse (Last Dance)
- 1997 : Paradise Road
- 1999 : Sydney – A Story of a City (en)
- 1999 : Double Jeu (Double Jeopardy)

#### Années 2000
- 2001 : Alma, la fiancée du vent (Bride of the Wind)
- 2002 : Evelyn
- 2003 : Pancho Villa (And Starring Pancho Villa as Himself) (téléfilm)
- 2006 : Le Contrat (The Contract)
- 2009 : Mao's Last Dancer

#### Années 2010
- 2011 : Peace, Love and Misunderstanding
- 2016 : Mr. Church
- 2018 : Les Petites Robes noires (Ladies in Black)

### Scénariste
- 1972 : The Adventures of Barry McKenzie
- 1974 : Barry McKenzie Holds His Own
- 1975 : Side by Side
- 1978 : Money Movers
- 1980 : Héros ou Salopards ('Breaker' Morant)
- 1986 : Aux frontières de la ville (The Fringe Dwellers)
- 1987 : Un sketch (Aria)
- 1994 : Curse of the Starving Class
- 1997 : Paradise Road

### Producteur
- 1967 : You're Human Like the Rest of Them
- 1970 : Paradigm
- 1970 : Magritte: The False Mirror
- 1974 : Barry McKenzie Holds His Own
- 1994 : Un Anglais sous les tropiques (A Good Man in Africa)
- 1994 : Curse of the Starving Class

## Distinctions

### Récompenses
- Prix Génie 1991 : meilleur film pour Black Robe.

### Nominations et sélections
- Festival de Berlin 1977 : sélection officielle en compétition pour l'Ours d'or pour Don's Party.
- Festival de Cannes 1980 : sélection officielle en compétition pour la Palme d'or pour Héros ou Salopards.
- Oscars 1981 : nomination à l'Oscar du meilleur scénario adapté pour Héros ou Salopards.
- Festival de Cannes 1983 : sélection officielle en compétition pour la Palme d'or pour Tendre Bonheur.
- Golden Globes 1984 : nomination au Golden Globe du meilleur réalisateur pour Tendre Bonheur.
- Oscars 1984 : nomination à l'Oscar du meilleur réalisateur pour Tendre Bonheur.
- Festival de Cannes 1986 : sélection officielle en compétition pour la Palme d'or pour Aux frontières de la ville.
- Festival de Cannes 1987 : sélection officielle en compétition pour la Palme d'or pour Un sketch.
- Festival de Berlin 1990 : sélection officielle en compétition pour l'Ours d'or pour Miss Daisy et son chauffeur.
- BAFTA Awards 1991 : nomination aux prix du meilleur film et du meilleur réalisateur pour Miss Daisy et son chauffeur.
- Festival de Berlin 1991 : sélection officielle en compétition pour l'Ours d'or pour Mister Johnson.
- Festival de Berlin 1995 : sélection officielle en compétition pour l'Ours d'or pour Silent Fall.